# 비소

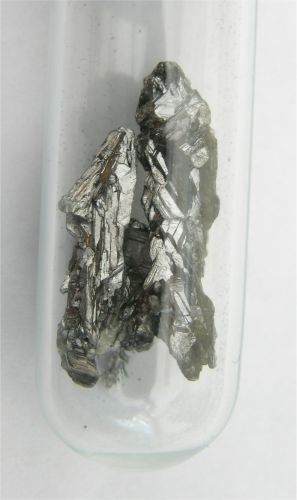

비소(砒素, 영어: Arsenic 아서닉[*])는 화학 원소로 기호는 As(←라틴어: Arsenicum 아르세니쿰[*])이고 원자 번호는 33이다. 독성으로 유명한 준금속 원소로 회색, 황색, 흑색의 세 가지 동소체로 존재한다. 농약·제초제·살충제 등의 재료이며, 여러 합금에도 사용된다.

## 동위 원소
비소는 안정된 동위 원소가 1개밖에 존재하지 않는 원소 중 하나다. 비소의 동위 원소 중 안정되었으면서 자연에 존재하는 동위 원소는 75As뿐이고, 다른 동위 원소는 합성된 것이다. 2003년에는 적어도 33개의 방사성 동위 원소가 합성되었고, 원자량의 범위가 60에서 92까지 늘었다. 합성된 동위 원소 중 가장 안정한 동위 원소는 반감기가 80.3일인 73As이다.
71As부터 77As까지의 동위
원소를 제외한 나머지 동위 원소는 전부 반감기가 1일 미만이다. 원자량이 75As보다 작은 동위 원소는 β+ 붕괴를 하고, 75As보다 큰 동위 원소는 β− 붕괴를 하지만, 일부 예외가 존재한다.
적어도 10개의 핵이성체가 만들어졌으며, 핵이성체가 존재하는 원자량의 범위가 66에서 84로 늘었다. 비소의 이성질체 중 가장 안정적인 것은 68mAs로 반감기가 111초이다.

## 독성
별명이 비상(砒霜)인 삼산화 비소(As2O3)는 옛날부터 사람을 죽이는 수단이었다. 농약이나 제초제, 살충제, 살서제 등으로 많이 썼지만, 지금은 더더욱 안전한 물질로 대신한다.
순수한 비소와 모든 비소 화합물은 동물에게 무척 유독하다.

## 산업적 · 군사적 이용
생물학적인 독성에도 불구하고 산업적으로는 유용하게 사용되는데 납이나 구리 등의 합금으로 사용되기도 하며 전자산업에서 알루미늄, 갈륨, 인듐 등의 원소와 함께 발광 다이오드나 태양전지, 집적회로 등에 사용되고 갈륨비소 반도체를 만드는 데도 사용된다. 또한, 가장 간단한 비소 화합물이자 맹독성 기체인 아르신은 군사용 독가스로 사용되기도 한다.

## 같이 보기
- 대체생화학